# Hypancistrocerus anomalicornis
Hypancistrocerus anomalicornis är en stekelart som först beskrevs av Berton 1918.  Hypancistrocerus anomalicornis ingår i släktet Hypancistrocerus och familjen Eumenidae. Inga underarter finns listade i Catalogue of Life.